# Lagorthi
Die Weißweinsorte Lagorthi (häufiges Synonym: Pampanuto) wird in Italien fast ausschließlich in der Region Apulien angebaut. Sie stammt vermutlich aus Griechenland und ist dort unter ebenfalls unter dem Namen bekannt. Ihr Anbau wird in der Metropolitanstadt Bari empfohlen. Hauptanbaugebiete liegen in unmittelbarer Nähe der Gemeinden Corato und Ruvo di Puglia. Im Jahr 1999 betrug die bestockte Rebfläche 892 Hektar.
Die Reben verfügen über sehr große Blätter und auch die grüngelblichen Trauben sind recht groß. Die Weißweine werden zumeist für Verschnitte verwendet, zum Beispiel im DOC-Wein Castel del Monte. Dort wird der Wein sowohl als Stillwein als auch als Schaumwein angeboten.

## Synonyme
Die Rebsorte ist auch unter 43 weiteren Bezeichnungen bekannt: Albese Bianco, Albina Verde, Alvino Verde, Biancolina, Carossela, Horojtachak, La Pampanuta, Lagarthi, Lagathi, Laghorhi, Laghorti, Lagothra, Lagourthia, Lagoyrthia, Laorko, Laorthi, Pampanuta, Pampanuto, Primarulo, Rizzulo, San Gennaro, Tivolese, Uva Marana, Verdacchio, Verde, Verdeca, Verdera, Verdesca, Verdicchio, Verdicchio Femmina, Verdicchio Peloso, Verdicchio Tirolese, Verdicchio Verde, Verdicella, Verdigno, Verdisco, Verdisco Bianco, Verdolino, Verdone, Verisco Bianco, Vino Verde.